# حسام حسن (بازیکن فوتبال، زاده ۱۹۸۹)
حسام حسن (عربی: حسام حسن؛ زادهٔ ۳۰ آوریل ۱۹۸۹) یک بازیکن فوتبال اهل مصر است.

## باشگاهی
از باشگاه‌هایی که در آن بازی کرده‌است می‌توان به باشگاه فوتبال چای‌کار ریزه‌اسپور، باشگاه فوتبال المصری، و ژیل ویسنته، باشگاه فوتبال المصری، اشاره کرد.

## تیم ملی
وی همچنین در تیم‌های ملی فوتبال زیر 20 سال مصر, زیر 23 سال مصر و بزرگسالان مصر بازی کرده است.